# Seleção Catari de Futebol
A Seleção Catari de Futebol representa o Catar nas competições de futebol da FIFA.
O Catar sediou a Copa do Mundo FIFA de 2022, e por isso participou de sua primeira Copa com a sua seleção. Em 2019, a seleção Catari chegou ao auge da sua história ao conquistar o título da Copa da Ásia, vencendo o Japão, por 3–1. A final foi disputada em Dubai, nos Emirados Árabes Unidos. Em 2024, conquistou o bicampeonato da competição ao bater a seleção da Jordânia, por também 3–1. Torneio esse que ocorreu no Catar, e que inicialmente iria acontecer em 2023, mas foi adiado devido às altas temperaturas do verão no Golfo Pérsico.

## Brasileiros Naturalizados
O jogador Emerson Sheik é naturalizado Catari e já atuou na seleção do Catar, foram 3 jogos pela Seleção Qatariana de Futebol. Outro brasileiro de destaque na seleção é Fábio César Montezine, revelado pelo São Paulo, que já atuou em 28 jogos e chegou a ser capitão da equipe. Rodrigo Tabata, o atacante Araújo e o meia Renan Oliveira são os outros jogadores brasileiros que já defenderam a Seleção, completando assim 5 jogadores brasileiros.

## História

### Pré-1970
O futebol foi levado ao Catar durante um período que coincidiu com a descoberta inicial de reservas de petróleo em Dukhan, em 1940. Em 1948, trabalhadores petroleiros expatriados fizeram o primeiro jogo oficial de futebol no Catar. A Associação de Futebol do Catar foi formada em 1960 e ingressou na FIFA em 1970. Simultaneamente, durante este período, a Associação de Futebol do Bahrein estava elaborando planos para o estabelecimento de uma competição regional de futebol dentro do GCC e funcionários do Catar estavam envolvidos na comprovação desta proposta. Os planos deram frutos e em março de 1970 a Arabian Gulf Cup foi inaugurada.

### 1970-1980
A Seleção Qatariana de Futebol jogou sua primeira partida oficial em 27 de março de 1970, perdendo por 2 a 1 pro Bahrein, com Mubarak Faraj fazendo o gol qatariano. A recém-criada Seleção Catariana não fez muito feio em sua primeira Gulf Cup, sendo o melhor momento um empate em 1 a 1 com os sauditas na última partida.
Na próxima edição da Copa do Golfo em 1972, o Catar ficou novamente em último após 3 derrotas. O próximo torneio em 1974 mostrou um fim aos maus resultados com sua primeira vitória oficial ao vencer o Omã por 4 a 0. Os Qataris perderam pra Arábia Saudita nas semis mas conseguiram um terceiro lugar ao vencer os Emirados Árabes Unidos nos pênaltis.
A primeira vez que entrou nas fases eliminatórias pra Copa da Ásia foi em 1975. Não conseguiram um bom resultado, mas na Copa do Golfo de 1976 ficaram com a terceira posição, sediando no ano seguinte.
A primeira vez que participou nas eliminatórias pra Copa do Mundo foi em 1977. O Catar iria jogar contra os Emirados Árabes em 11 de março, mas um equívoco adiou a partida para dois dias depois, vencida em Doha pelos donos da casa por 2 a 0.

## Desempenho em competições internacionais

### Desempenho em Copas do Mundo
| Desempenho em Copas do Mundo FIFA | Desempenho em Copas do Mundo FIFA | Desempenho em Copas do Mundo FIFA | Desempenho em Copas do Mundo FIFA | Desempenho em Copas do Mundo FIFA | Desempenho em Copas do Mundo FIFA | Desempenho em Copas do Mundo FIFA | Desempenho em Copas do Mundo FIFA | Desempenho em Copas do Mundo FIFA |
| Total: 0 títulos                  | Total: 0 títulos                  | Total: 0 títulos                  | Total: 0 títulos                  | Total: 0 títulos                  | Total: 0 títulos                  | Total: 0 títulos                  | Total: 0 títulos                  | Total: 0 títulos                  |
| Ano                               | Rodada                            | Pos.                              | J                                 | V                                 | E                                 | D                                 | GP                                | GC                                |
| --------------------------------- | --------------------------------- | --------------------------------- | --------------------------------- | --------------------------------- | --------------------------------- | --------------------------------- | --------------------------------- | --------------------------------- |
| 1930 – 2018                       | Não se classificou                | Não se classificou                | Não se classificou                | Não se classificou                | Não se classificou                | Não se classificou                | Não se classificou                | Não se classificou                |
| 2022                              | Primeira fase                     | 32°                               | 3                                 | 0                                 | 0                                 | 3                                 | 1                                 | 7                                 |
| 2026                              | A definir                         | A definir                         | A definir                         | A definir                         | A definir                         | A definir                         | A definir                         | A definir                         |
| Total                             | 1/22                              | 1/22                              | 3                                 | 0                                 | 0                                 | 3                                 | 1                                 | 7                                 |

### Desempenho em Copas da Ásia
| Desempenho em Copas da Ásia | Desempenho em Copas da Ásia | Desempenho em Copas da Ásia | Desempenho em Copas da Ásia | Desempenho em Copas da Ásia | Desempenho em Copas da Ásia | Desempenho em Copas da Ásia | Desempenho em Copas da Ásia |
| Total: 2 título             | Total: 2 título             | Total: 2 título             | Total: 2 título             | Total: 2 título             | Total: 2 título             | Total: 2 título             | Total: 2 título             |
| Ano                         | Rodada                      | J                           | V                           | E                           | D                           | GP                          | GC                          |
| --------------------------- | --------------------------- | --------------------------- | --------------------------- | --------------------------- | --------------------------- | --------------------------- | --------------------------- |
| 1956– 1976                  | Não se classificou          | Não se classificou          | Não se classificou          | Não se classificou          | Não se classificou          | Não se classificou          | Não se classificou          |
| 1980                        | Primeira Fase               | 4                           | 1                           | 1                           | 2                           | 3                           | 8                           |
| 1984                        | Primeira Fase               | 4                           | 1                           | 2                           | 1                           | 3                           | 3                           |
| 1988                        | Primeira Fase               | 4                           | 2                           | 0                           | 2                           | 7                           | 6                           |
| 1992                        | Primeira Fase               | 3                           | 0                           | 2                           | 1                           | 3                           | 4                           |
| 1996                        | Não se classificou          | Não se classificou          | Não se classificou          | Não se classificou          | Não se classificou          | Não se classificou          | Não se classificou          |
| 2000                        | Quartas de Final            | 4                           | 0                           | 3                           | 1                           | 3                           | 5                           |
| 2004                        | Primeira Fase               | 3                           | 0                           | 1                           | 2                           | 2                           | 4                           |
| 2007                        | Primeira Fase               | 3                           | 0                           | 2                           | 1                           | 3                           | 4                           |
| 2011                        | Quartas de Final            | 4                           | 2                           | 0                           | 2                           | 7                           | 5                           |
| 2015                        | Primeira Fase               | 3                           | 0                           | 0                           | 3                           | 2                           | 7                           |
| 2019                        | Campeão                     | 7                           | 7                           | 0                           | 0                           | 19                          | 1                           |
| 2023                        | Campeão                     | 7                           | 6                           | 1                           | 0                           | 14                          | 5                           |
| Total                       | 11/17                       | 46                          | 19                          | 12                          | 15                          | 66                          | 52                          |

### Desempenho em Copas Américas
| Desempenho na Copa América | Desempenho na Copa América | Desempenho na Copa América | Desempenho na Copa América | Desempenho na Copa América | Desempenho na Copa América | Desempenho na Copa América | Desempenho na Copa América |
| Ano                        | Fase                       | J                          | V                          | E                          | D                          | GP                         | GC                         |
| -------------------------- | -------------------------- | -------------------------- | -------------------------- | -------------------------- | -------------------------- | -------------------------- | -------------------------- |
| 2019                       | Primeira Fase              | 3                          | 0                          | 1                          | 2                          | 2                          | 5                          |
| Total                      | (1/47)                     | 3                          | 0                          | 1                          | 2                          | 2                          | 5                          |

### Desempenho em Copas Ouro da CONCACAF
| Desempenho na Copa Ouro da CONCACAF | Desempenho na Copa Ouro da CONCACAF | Desempenho na Copa Ouro da CONCACAF | Desempenho na Copa Ouro da CONCACAF | Desempenho na Copa Ouro da CONCACAF | Desempenho na Copa Ouro da CONCACAF | Desempenho na Copa Ouro da CONCACAF | Desempenho na Copa Ouro da CONCACAF |
| Ano                                 | Fase                                | J                                   | V                                   | E                                   | D                                   | GP                                  | GC                                  |
| ----------------------------------- | ----------------------------------- | ----------------------------------- | ----------------------------------- | ----------------------------------- | ----------------------------------- | ----------------------------------- | ----------------------------------- |
| 2021                                | Semifinal                           | 5                                   | 3                                   | 1                                   | 1                                   | 12                                  | 6                                   |
| Total                               | (1/16)                              | 5                                   | 3                                   | 1                                   | 1                                   | 12                                  | 6                                   |

## Títulos
| CONTINENTAIS | CONTINENTAIS | CONTINENTAIS | CONTINENTAIS |
|              | Competições  | Títulos      | Temporadas   |
| ------------ | ------------ | ------------ | ------------ |
|              | Copa da Ásia | 2            | 2019 e 2023  |

 Campeão invicto

### Títulos não-oficiais
- Copa do Golfo: 1992, 2004, 2014
- Jogos Asiáticos: 2006
- Campeonato da Federação de Futebol do Oeste Asiático: 2014
- Campeonato Internacional da Amizade: 2018